# Vigilas
Vigilas (fl. 488-450) è stato un diplomatico e interprete romano conoscitore della lingua unna.

## Biografia
Poiché conosceva la lingua unna, Vigilas fu utilizzato come interprete dall'Imperatore Teodosio II in diverse spedizioni diplomatiche presso gli Unni di re Attila. Nel 448 partecipò alla missione diplomatica di Anatolio per negoziare una tregua con il re unno.
Nel 449 Attila si lamentò perché una parte dei contadini non intendeva evacuare la zona a sud del Danubio larga cinque giorni di viaggio che i Romani dovevano evacuare secondo le condizioni del trattato. L'eunuco di corte e consigliere dell'Imperatore, Crisafio, tentò di convincere un inviato di Attila nella capitale, Edeco, a partecipare a una congiura per uccidere il re unno, ma in cambio:
(Prisco, Storie.)
Si stabilì dunque l'invio di un'ambasceria presso Attila con il pretesto di negoziare sulle richieste dell'Unno, ma in realtà per ricevere istruzioni su come dovevano essere consegnate le 50 libbre d'oro. All'ambasceria partecipò anche Vigilas, che era l'unico a conoscenza del piano e che doveva consegnare le 50 libbre a Edeco: oltre a costui, partecipò anche lo storico Prisco di Panion, Massimino, e gli ambasciatori di Attila Edeco e Oreste. Durante una sosta a Serdica venne indetto un banchetto durante il quale si rischiò un incidente diplomatico: 
(Prisco, Storia.)
Durante la marcia, gli ambasciatori furono raggiunti dal magister militum per Illyricum Alanteo, che consegnò loro cinque dei 17 fuggitivi unni che Attila pretendeva gli venissero consegnati. Varcato il Danubio, cominciò la marcia verso l'accampamento di Attila, distante dalla frontiera 70 stadi (14 km) più mezza giornata di cammino. Quando però erano giunti ormai in prossimità degli accampamenti, ricevettero dei messi unni che, con atteggiamento ostile, dissero di sapere «già tutto ciò di cui la nostra ambasceria avrebbe dovuto discutere e ci dissero che se non avevamo nient'altro da dire potevamo andarcene subito.» Sfiduciati, gli ambasciatori romani si stavano preparando per la partenza, ma in serata un messaggero di Attila li fermò comunicando loro che Attila aveva cambiato idea e, vista l'ora tarda, li invitava a fermarsi per la notte. Il mattino successivo però arrivò l'ordine da parte del re unno di andarsene, se non avevano nulla di nuovo da comunicargli. Prisco, però, fattosi furbo, contattò uno dei messi di Attila, tal Scotta, promettendogli un premio se fosse stato in grado di convincere il re unno a conceder loro un'udienza, e dicendogli che se era veramente una persona così influente e importante, sarebbe stato un gioco da ragazzi riuscire in quell'impresa. Scotta, persuaso dal discorso di Prisco, riuscì a convincere Attila a concedere un'udienza agli ambasciatori.
Attila, che era stato già informato della congiura dallo stesso Edeco, il quale fin dall'inizio non aveva alcuna intenzione di tradire il suo capo, decise di far finta di esserne ignaro, anche se alluse enigmaticamente alla congiura: quando Massimino gli consegnò le lettere dell'Imperatore «dicendogli che questi augurava salute a lui e al suo seguito», Attila «rispose che i Romani avrebbero avuto ciò che gli auguravano». Attila fu molto ostile con gli ambasciatori, sostenendo che finché i Romani non avessero restituito tutti i fuggiaschi, non avrebbe più concesso loro il diritto di essere ricevuti. Alla risposta dell'interprete, Vigilas, che tutti i fuggiaschi erano stati consegnati, Attila si «arrabbiò ancora di più e lo insultò violentemente, gridandogli che l'avrebbe fatto impalare e divorare dagli uccelli se il fatto di punirlo ... per ... le sue parole sfrontate e senza vergogna non avesse costituito una violazione dei diritti degli ambasciatori». Dopo aver ordinato a Vigilas di ritornare a Costantinopoli per ribadire a Teodosio II la richiesta da parte di Attila di restituire tutti i fuggiaschi unni, Attila dichiarò conclusa l'udienza, dicendo a Massimino di attendere mentre egli scriveva una lettera di risposta all'Imperatore. Subito dopo gli ambasciatori romani, rimasti di stucco per l'atteggiamento ostile di Attila (che nelle precedenti ambascerie, sosteneva Vigilas, era stato cortese con lui), ricevettero altri ambasciatori unni che proibirono loro di comprare ogni cosa che non fossero generi alimentari fintanto non fossero state soddisfatte le richieste degli Unni. Vigilas partì per Costantinopoli, mentre gli altri ambasciatori seguirono Attila in una delle sue residenze in attesa che questi rispondesse per iscritto alle lettere dell'Imperatore. Mentre Vigilas stava per tornare da Attila insieme al figlio e alle 50 libbre d'oro da consegnare a Edeco, incontrò Prisco e Massimino: i motivi ufficiali per il suo ritorno era portare ad Attila la risposta di Teodosio II per quanto riguarda la restituzione dei fuggitivi, ma in realtà era intenzionato a portare a termine il complotto contro il re unno. Gli Unni, perquisendo Vigilas, gli trovarono addosso 50 libbre d'oro, e gli chiesero a cosa gli servissero dato che per volontà di Attila gli ambasciatori romani potevano comprare solo del cibo e con 50 libbre d'oro si poteva comprare tanto cibo da sfamare un piccolo esercito; quando gli Unni minacciarono di uccidergli il figlio che era con lui, Vigilas confessò: l'eunuco di corte Crisafio intendeva corrompere l'unno Edeco affinché pianificasse l'assassinio di Attila, promettendogli 50 libbre d'oro; Edeco, però, aveva svelato tutto ad Attila ancora prima di ricevere la somma e dell'invio dell'ambasceria, per cui Attila aveva pianificato tutto, affinché Vigilas finisse nella sua trappola. La proibizione ai messi romani di comprare tutto ciò che non fosse cibo era finalizzata infatti a impedire a Vigilas di trovare giustificazioni per le 50 libbre d'oro con cui intendeva pagare Edeco per il tradimento. Attila permise a Vigilas di riscattare il figlio al prezzo di 50 libbre d'oro e:
(Prisco, Storia.)
Successivamente Vigilas stesso venne liberato.

### Fonti primarie
- Prisco di Panion, Storie

### Fonti secondarie
- P. Heather, La caduta dell'Impero romano, 2006.
- C. Kelly, Attila e la caduta di Roma, 2009.